# Основите на XIX век
„Основите на XIX век“ (на немски: Die Grundlagen des neunzehnten Jahrhunderts) е антропологично изследване на Стюарт Чембърлейн, англичанин, натурализиран германец и зет на Рихард Вагнер.
В изследването си авторът анонсира и сравнява различните расистки и антисемитски теории, на основата на които той вижда арийска раса като носител на цивилизацията, тевтонските народи като позитивен фактор в европейската цивилизация, а евреите като отрицателен. Чембърлейн групира германските, славянските и латинските народи в една група индоевропейци, на чието цивилизационно кормило трябва според автора да са скандинавските и тевтонските народи.
Чембърлейн отхвърля социалния дарвинизъм. Той критикува антрополозите, които проповядват, че всички раси са еднакво талантливи (твърдение на марксизма за расизъм), като застъпва становището, че „неравенството е свещено“ и човешката култура е дело преимуществено на арийците, сред които се открояват германските народи. Съвременните културни достижения по време на написването на творбата се дължат според Чембърлейн на възприетото от европейската цивилизация наследство на цивилизациите на Древна Гърция и Древен Рим (виж ренесанс). Средновековен проводник на това антично наследство е западната цивилизация, чието начало е поставено от Карл Мартел. За Чембърлейн при определянето на понятието „арийска раса“ не трябва да се вземат само етно-лингвистични, а и расови аргументи. По този начин той формулира расовата теория, която е в основата на нацизма. В тази насока на проучване и обобщение Чембърлейн е повлиян от Гобино и Жорж Лапуж. За Чембърлейн арийската раса е благородна и носител на рицарските идеали от средновековието, а евреите представляват най-покварената и най-пропадналата раса на света, с което заключение полага фундамента на расовия антисемитизъм на 20 век. Чембърлейн смята, че Исус не е евреин: формално той принадлежи към юдаизма, но съзнанието му е арийско (виж и INRI). Чембърлейн приобщава към арийската раса и берберите-кабили, туареги и пр.
Излизането на „Основите на XIX век“ предизвиква истински бум на книжния пазар в Европа. Книгата търпи осем издания с 60 хил. екземпляра в рамките на десет години, и 100 хил. копия до избухването на Първата световна война. Между двете световни войни има 24 издания в тираж между една четвърт до един милион екземпляра до към 1938 г. Изследването на Чембърлейн получава положителни отзиви в европейския печат и е определяно с епитети като „паметник на ерудицията“. Джордж Бърнард Шоу нарича книгата „истински шедьовър“. Критиката обвинява Чембърлейн в расов екстремизъм от позициите на социалния егалитаризъм.